# تپه توبره ریز
تپه توبره ریز مربوط به دوران پیش از تاریخ ایران باستان است و در شهرستان خرم‌آباد، ۷ کیلومتر مانده به جاده اصلی خرم‌آباد به بروجرد واقع شده و این اثر در تاریخ ۱۲ آبان ۱۳۷۷ با شمارهٔ ثبت ۲۱۲۱ به‌عنوان یکی از آثار ملی ایران به ثبت رسیده است.